# 부천 나들목
부천 나들목(Bucheon IC)은 경기도 부천시 오정구 내동, 삼정동에 걸쳐 있는 경인고속도로의 6번 교차로이다. 이전 명칭은 내리 나들목이었다. 국도 제39호선을 통해 부천시내로 진출할 수 있다.
1977년 경인고속도로 서울 종점에 위치했던 목동 요금소가 이전해 서울 방향 진입로와 인천 방향 진출로에 요금소가 설치되었다가 1991년 12월 2일 인천 요금소가 생기면서 요금소가 철거되었다.

## 연혁
- 1968년 12월 21일 : 경인고속도로 가좌 ~ 서울 구간 개통에 따라 영업 개시[3]
- 1977년 : 목동 요금소 이전으로 서울 방향 진입로 및 인천 방향 진출로에 요금소 개설
- 1991년 12월 2일 : 인천 요금소 신설로 요금소 폐지

## 구조물 정보
- 위치: 경기도 부천시 오정구 내동, 삼정동

## 접속하는 도로
- 국도 제39호선 (신흥로)
- 간접 연결 : 오정로 (국도 제6호선, 국도 제77호선)